# Chambre de commerce franco-cambodgienne
La Chambre de commerce franco-cambodgienne (CCFC) est un organisme franco-cambodgien chargé de représenter les intérêts des entreprises commerciales, industrielles et de services.

## Histoire
Fondé en 1998 à l'instigation de huit entrepreneurs français, le Club d'affaires franco-cambodgien a alors pour vocation d'être un lieu de rencontre et d'échanges, une occasion de partager ressources et expérience. Très vite, l'enthousiasme et le dynamisme du Club gagnent la communauté d'affaires francophone.
En novembre 2000, fort d'une cinquantaine de membres après seulement deux années d'existence, le Club devient la Chambre de commerce franco-cambodgienne. La même année, la CCFC est accueillie au sein de l'Union des chambres de commerce et d'industrie françaises à l'étranger, un réseau de 114 chambres présentes dans 78 pays, représentant plus de 25000 entreprises adhérentes.

## Rôle et mission
Aujourd'hui, avec plus de 140 membres, la CCFC constitue une des plus importantes associations d'affaires occidentale au Cambodge.

### Objectifs
- Défendre les intérêts du secteur privé en participant activement aux Groupes de travail sectoriels mis en place par le Gouvernement.
- Promouvoir les échanges commerciaux et les investissements entre la France et le Cambodge.
- Favoriser les relations entre les communautés d'affaires française et cambodgienne.
- Favoriser les relations entre les différentes associations d'affaires au Cambodge.

### Le Club d'affaires
Tous les mois, la CCFC organise des déjeuners-débats avec intervenant pour faciliter l'accès de ses membres à l'information économique, politique et sociale du pays.
Ces déjeuners sont également l'occasion pour les membres de renforcer des liens avec les autres opérateurs du secteur privé au Cambodge.

### Les services
La CCFC offre une large palette de services destinés aux entreprises déjà implantées au Cambodge comme aux entreprises désireuses de pénétrer ce nouveau marché :
- Service de "premier-avis"
- Études sectorielles
- Listes de contacts / fournisseurs au Cambodge et en France
- Prospection de clients, fournisseurs ou partenaires
- Organisation de missions commerciales au Cambodge
- Mailing aux membres de la CCFC et aux entreprises françaises implantées au Cambodge
- Informations pratiques sur le pays : permis de travail, visas…
- Recherche d'information : textes de loi, tarifs douaniers…
- Domiciliation d'entreprise : service de domiciliation postale, secrétariat
- Recrutement de personnel qualifié

### L'emploi
Le Département de l'emploi francophone, issu du partenariat avec l'Agence universitaire de la Francophonie, accueille les diplômés cambodgiens des cycles francophones de l'AUF et facilite leur placement professionnel. Le DEF offre aux entreprises un service de pré-recrutement. (Identification de candidats, sélection sur CV et dossier.)
Le Forum des carrières, dont la première édition a eu lieu en mai 2005, a pour but de créer une plate-forme de rencontres entre employeurs et futurs employés, jeunes professionnels ou étudiants en fin de cycle. Premier évènement de ce genre au Cambodge, ce Forum a été inauguré par S.M. le roi Norodom Sihamoni. Il est devenu depuis, un rendez vous important du calendrier des communautés d’affaires au Cambodge, rassemblant en 2010 plus de 15 000 visiteurs, 42 entreprises, organisations internationales et ONG.